# 久米康隆
久米 康隆（くめ やすたか、1970年10月24日 - ）は、日本の作曲家、編曲家。愛知県出身。別名久米 康嵩。
株式会社B.B.コネクションに所属。鈴木雅也とのユニットgenepoolとしても活動していた。

## 提供作品
- A.F.R.O
  - アフロより愛をこめて [アルバム編曲・サウンドプロデュース]
  - 記念日 with HIDE from GReeeeN [編曲]
  - ワンダーランド [シングルサウンドプロデュース]
  - 青 [シングルサウンドプロデュース]
  - 北風アワー [アルバムサウンドプロデュース]
  - 冬の贈り物 [シングルサウンドプロデュース]
  - キタイチニシニ [シングルサウンドプロデュース]
  - 北風サマー [シングルサウンドプロデュース]
- BENI
  - もう一度… [編曲]
  - 魔法って言っていいかな [編曲]
- Doll☆Elements
  - キラキラ☆シャイニー [編曲]
- E3 2006
  - THEME OF SONIC THE HEDGEHOG [編曲]
- FTISLAND
  - 未体験Future [編曲]
- i☆Ris
  - キラキラGood day [シングルディレクション]
  - 漢 [シングルディレクション]
- PS2
  - ボクと魔王 [PS2用ゲーム 作曲・編曲]
- Mia REGINA
  - 純正エロティック [編曲（共作）]
- NEWS
  - 恋のABO [ギター]
  - weeeek [ギター]
- SUNLITE
  - VANISH BOUNCE [シングルディレクション]
  - Puzzle [シングルディレクション]
  - SCARLET NOVA [シングルディレクション]
- shimamo
  - ふたりきりルームシアター [サウンドプロデュース]
  - 好きになれ [サウンドプロデュース]
  - ガンバラナイ [サウンドプロデュース]
  - 百満開花 [サウンドプロデュース]
  - 二面性スターライト [サウンドプロデュース]
  - 好きになってよかったな [サウンドプロデュース]
  - ツーアウトロマンス [サウンドプロデュース]
  - ジャックランタン [サウンドプロデュース]
  - ホームメイド [サウンドプロデュース]
  - super shimamo [サウンドプロデュース]
  - 君に出逢えて [サウンドプロデュース]
  - Don't worry [サウンドプロデュース]
  - ナポリタン [編曲]
  - shimamo [アルバム　サウンドプロデュース]
- yozuca*
  - 桜並木の下で [編曲]
- TOKIO
  - Stardust Lover Orchestra [編曲]
  - indicator [編曲]
  - Sweet Sick Honey [編曲]
  - do! do! do! [編曲]
- TRUE
  - Another colony [編曲（共作）]
- UNIST
  - Acoustic [アルバム編曲・サウンドプロデュース]
  - Who are U? ＋Plus [アルバムサウンドプロデュース]
  - カンフーパンチ [共編曲]
  - UN1ST [アルバムサウンドプロデュース]
  - さくら春風 [編曲]
  - 13月のソラノシタ [シングルサウンドプロデュース]
  - 無限フライト [シングルサウンドプロデュース]
  - あしあと [シングルサウンドプロデュース]
  - キエナイ花火 [シングルサウンドプロデュース]
  - Who are U? [シングルサウンドプロデュース]
- V6
  - Very6 BEST [アルバムディレクション]
  - STEP [アルバムディレクション]
  - 僕らは まだ/MAGIC CARPET RIDE [シングルディレクション]
  - It's my life/PINEAPPLE [シングルディレクション]
  - ある日願いが叶ったんだ/All For You [シングルディレクション]
  - Super Powers/Right Now [シングルディレクション]
  - Crazy Rays/KEEP GOING [シングルディレクション]
  - ボク・空・キミ [編曲]
  - The ONES [アルバムディレクション]
  - COLORS/太陽と月のこどもたち [シングルディレクション]
  - Can't Get Enough/ハナヒラケ [シングルディレクション]
  - テレパシー [編曲]
  - Beautiful World [シングルディレクション]
  - SUPER Very best [アルバムディレクション]
  - 〜此処から〜 [編曲]
  - Hello [編曲]
  - Timeless [ディレクション]
  - 君がいない世界 [編曲]
  - 明日は来るから [編曲]
  - 僕たちの明日 [編曲]
  - Sky's The Limit [ディレクション]
  - 涙のアトが消える頃 [シングルディレクション]
  - Oh! My! Goodness! [アルバムディレクション]
  - キミノカケラ [編曲]
  - エキゾチック・トリップ [編曲]
  - 君が思い出す僕は 君を愛しているだろうか [シングルディレクション]
  - ROCK YOUR SOUL [シングルディレクション]
  - kEEP oN. [シングルディレクション]
  - バリバリBUDDY! [シングルディレクション]
  - Sexy.Honey.Bunny!/タカラノイシ [シングルディレクション]
  - READY? [アルバムディレクション]
  - only dreaming/Catch [シングルディレクション]
  - GUILTY [シングルディレクション]
  - スピリット [シングルディレクション]
  - 選ぶ前に飛べ [編曲]
  - LIGHT IN YOUR HEART/Swing! [シングルディレクション]
  - VIBES [シングルディレクション]
  - 蝶 [シングルディレクション]
  - サンキュー！ミュージック！ [編曲]
  - Voyager [アルバムディレクション]
  - Liar [編曲]
  - Rainbow [編曲]
  - HONEY BEAT [ギター]
  - way of life [シングルディレクション]
  - HONEY BEAT/僕と僕らのあした [シングルディレクション]
  - グッデイ!! [シングルディレクション]
  - Wonder World [編曲]
  - ホールドアップダウン [映画サウンドブロデュース(Genepool)]
  - ラヴ・シエスタ [ギター]
  - 強くなれ [編曲]
  - MAGMA [編曲]
- 20th Century
  - sing! [編曲]
  - スタートライン [編曲]
  - Honey [編曲]
  - Next Generation [編曲]
  - オレじゃなきゃ、キミじゃなきゃ [シングルディレクション]
  - INNOCENCE [編曲]
- Coming Century
  - 想いのカケラ [編曲]
  - Hello-Goodbye [シングルディレクション]
  - Kick off! [作詞・作曲・共編曲]
  - Wild Style [ギター]
  - Get Set･･･Go! [編曲]
- 井ノ原快彦
  - 春を待とう [編曲]
  - I・N・O=NUT KID [編曲]
- 長野博
  - My life [編曲]
- Zyun.
  - それはとても美しかった [編曲]
  - hope [編曲]
  - 紫乱撫 [編曲]（共作）
  - registry [サウンドディレクション]
- X21
  - 明日への卒業 [シングルディレクション]
- タッキー&翼
  - HIMEGOTO [編曲]
  - LOVE&TOUGH [編曲]
  - 風の詩 [編曲]
- マックル（ひめキュンフルーツ缶）
  - Vitamin [編曲]
  - たべまショータイム [編曲]
- メロフロート
  - ON THE ROAD [編曲]
- 関ジャニ∞
  - Faaaaall In Love [編曲]（共作）
  - Never Say Never [編曲]
  - Winter Love Song [編曲]
  - 罪と夏 [編曲]
  - キミへのキャロル [編曲]
  - ナイナイアイラブユー [編曲]
  - 韻踏ィニティ [編曲]
  - 前向きスクリーム! [編曲]
  - EJ☆コースター [編曲]
  - ふたつ手と手 [編曲]
  - 純情恋花火 [編曲]
  - キング オブ 男! [編曲]
  - 夢列車 [編曲]
  - 朝焼けの太陽 [編曲]
  - クラゲ [編曲]
  - ロイヤルミルクストーリー [編曲]
  - myself [編曲]
  - Dear Summer様!! [編曲]
  - おんぼろStory [編曲]
  - 花であれ [編曲]
  - Merry Go Round [編曲]
  - wander [編曲]
  - 夜な夜な☆ヨーNIGHT [編曲]
  - Baby Moonlight [編曲]
  - イエローパンジーストリート [編曲]
  - フリーダム理論 [編曲]
  - Water Drop [編曲]
  - ほろりメロディー [編曲]
  - Jackhammer [編曲]
  - 浮世踊リビト [編曲]
  - Wonderful World!! [編曲]
  - 君の歌をうたう [編曲]
  - 急☆上☆Show!! [編曲]
  - 情熱Party [編曲]
  - ∞o'clock [編曲]
- エイトレンジャー
  - ER [編曲]
  - ∞レンジャー [編曲]
  - ER2 [編曲]
- プレキン∞
  - プレキン節 〜替え歌ofスーダラ節〜 [編曲]
- 私立恵比寿中学
  - 涙は似合わない [編曲]
- 魔法少女俺
  - 要注意狂女戦士 [編曲（共作）]
- ゴールデンパイン
  - スカンデレパイナポー [シングルディレクション]
  - ミカンセイ [シングルディレクション]
- 小林竜之
  - ZERO [編曲]
- 浅岡雄也
  - Horizon [編曲]
  - Happiness?Unhappiness? [編曲]
  - Quality of Life [編曲]
  - Cosmopolitan [編曲]
  - Over shine [編曲]
  - 未来の地図 [編曲]
  - 桜色 [編曲]
  - White Flag [編曲]
  - 君となら 君ならば [編曲]
  - スパイス [編曲]
  - キミヲマモリタクテ。 [編曲]
  - 冬の花 [編曲]
  - いとしきもの [編曲]
  - 泡沫 うたかた [編曲]
  - 風待 かぜまち [編曲]
  - 若葉の季節 [編曲]
  - MY GRADUATION [編曲]
- 青山テルマ
  - なんだかんだ [作編曲（共作）]
- 青山☆聖ハチャメチャハイスクール
  - メチャハイの天地創造 [編曲]
- 加藤ミリヤ
  - 愛の国 [編曲]
- 崎山つばさ
  - 君の隣で [編曲]
- 島谷ひとみ
  - ハナムケノ言葉 [編曲]
  - C'est la vie! [編曲]
- 桃井さつき(折笠富美子)
  - Brand-new Season [編曲]
- 藤木直人
  - HEY! FRIENDS [ギター]
- 豊永利行
  - With LIFE[アルバムディレクション]
- 堂本光一
  - +MILLION but -LOVE [ギター]

| スタブアイコン | サブスタブ | この項目は、まだ閲覧者の調べものの参照としては役立たない、音楽関係者（バンド等）に関連した書きかけの項目です。この項目を加筆・訂正などしてくださる協力者を求めています（P:音楽/PJ:芸能人）。 |